# El Popola Ĉinio
El Popola Ĉinio (AFI: /el poˈpola ʧiˈnio/, lett. "Dalla Cina popolare", abbreviato in  EPĈ; 中国报道S, Zhōngguó bàodàoP) è una rivista esperantista edita in Cina dal 1950.

## Sito web
Dispone di un sito di notizie in esperanto che offre aggiornamenti dalla Cina e dal mondo, con articoli di giornale, video e trasmissioni radiofoniche. Di posizioni filogovernative, si fa promotore dell'esperanto in Cina, anche pubblicizzando corsi di lingua esperanto curati dalla Ĉina Esperanto-Ligo; divulga inoltre la cultura cinese all'estero usando l'esperanto come lingua ponte.
L'8 ottobre 2010 EPĈ cura per la prima volta un notiziario televisivo di fine settimana.

## Casa editrice

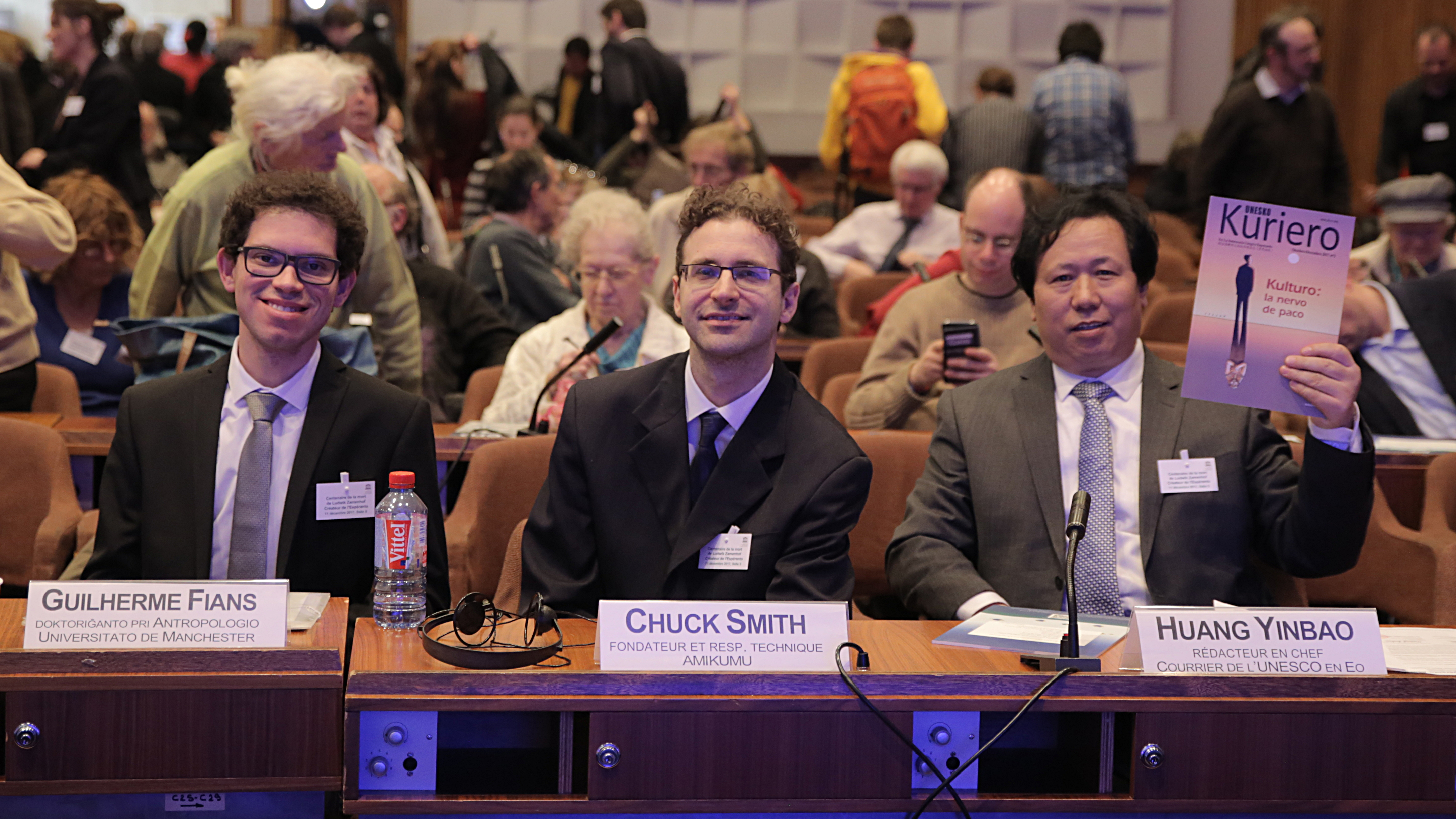
Huang Yinbao (sulla destra) mostra una copia de Il Corriere dell'UNESCO in esperanto durante una cerimonia presso la sede UNESCO di Parigi.

Fino al 2000 EPĈ veniva pubblicata come mensile cartaceo.
La redazione di EPĈ ha curato l'edizioni di varî libri in esperanto. In particolare, nel 1952 e nel 1953 vennero pubblicate raccolte di racconti e poesie che erano già apparsi sulle pagine del giornale. Dal 1957 al 1965 diede alle stampe libri più voluminosi in esperanto, come la Ĉina Antologio (1949-1959) e le Noveloj de Lusin. A causa della mancanza di un editore specifico per la lingua esperanto, El Popola Ĉinio collaborò, per le proprie opere editoriali, con la Casa editrice per la letteratura in lingua straniera di Pechino.
EPĈ è editrice per le edizioni in esperanto de Il Corriere dell'UNESCO, che nella seconda di copertina riportano la frase: Danke al la grandanima apogo de Ĉina Popola Respubliko («Con un ringraziamento per l'appoggio magnanimo della Repubblica Popolare Cinese»).